# Klieština
Klieština (maďarsky Kelestény) je obec venkovského charakteru v okrese Považská Bystrica na severozápadě Slovenska. Žije zde 346 obyvatel. První písemná zmínka o obci pochází z roku 1408.

## Poloha a charakteristika
Obec se nachází mezi městy Považská Bystrica a Púchov v údolí Marikovského potoka. Sousedí s obcí Hatné, s níž ji spojuje jediná přístupová cesta, která začíná v obci Udiča. Přes Klieštinu protéká potok Radotiná, přítok Marikovského potoka.

## Dějiny
První písemná zmínka o kleštinu pochází z roku 1408. Klieština byla dlouho součástí obce Dolná Mariková, koncem 20. století se však osamostatnila.

## Rodiště
- Ľubomír Galko (* 14. února 1968), bývalý ministr obrany Slovenské republiky